# Lhuna
《Lhuna》는 2008년 12월 1일에 발매된 콜드플레이의 노래이다. 팔로폰 레코드에 의해 발매되었다.

## 곡 목록
| #  | 제목      | 재생 시간 |
| -- | --------- | --------- |
| 1. | 〈Lhuna〉 | 4:44      |